# Морган, Уильям Джордж
Уильям Дж. Морган (англ. William G. Morgan, род. 23 января 1870, Локпорт, штат Нью-Йорк, США — 27 декабря 1942, там же) — изобретатель волейбола, первоначально носившего название «минтонет» (англ. Mintonette).

## Краткая биография
Родился 23 января 1870 года в городе Локпорт, штат Нью-Йорк, США. В 1892 году он встретился с Джеймсом Нейсмитом, изобретателем баскетбола, когда Морган учился в колледже Спрингфилда, штат Массачусетс. Как и Нейсмит, Морган продолжил карьеру преподавателя физического воспитания колледжа Ассоциации молодых христиан (YMCA). Под влиянием Нейсмита и баскетбола, он, в 1895 году, в городе Холиок, штат Массачусетс, изобретает «минтонет». Позднее, Альфред Т. Хальстед, посмотрев игру, переименовывает её в волейбол.
Морган умирает 27 декабря 1942 года в возрасте 72 лет в родном городе Локпорт США. Начальная школа в Холиоке названа в его честь.